# Поллианна (фильм, 2003)
«Поллианна» (англ. Pollyanna) — телевизионный фильм 2003 года по одноимённому роману Элинор Портер. Режиссёр — Сара Хардинг, в главной роли — Джорджина Терри.

## Сюжет
После смерти родителей одиннадцатилетняя Поллианна Уиттиер переезжает к тёте Полли Харрингтон, в доме которой много строгих правил и запретов. Но девочка помнит, чему учил отец — уметь радоваться жизни при любых обстоятельствах. Весёлая и жизнерадостная Поллианна заражает своим оптимизмом всех вокруг.

## В ролях
| Актёр           | Роль                    |
| --------------- | ----------------------- |
| Джорджина Терри | Поллианна Уиттер        |
| Аманда Бёртон   | мисс Полли Харрингтон   |
| Кеннет Крэнем   | мистер Пендлтон         |
| Аден Джиллет    | доктор Чилтон           |
| Пэм Феррис      | миссис Сноу             |
| Том Белл        | садовник Том            |
| Кейт Эшфилд     | горничная Нэнси         |
| Том Эллис       | Тим, сын Тома           |
| Дэвид Бамбер    | преподобный Форд        |
| Бен Торнтон     | беспризорник Джимми Бин |

## Отличия от книги
Сюжет фильма соответствует книге, за исключением нескольких незначительных отличий. В данной версии оригинальная характеристика и сюжетные линии, однако действие происходит в английской сельской местности, а не в Вермонте. Концовка такая же, как и в книге, за исключением того, что в фильме Поллианна приезжает на свадьбу тёти, а в книге отправляет последней письмо.